# カート・リヒター
カート・ポール・リヒター（Curt Paul Richter、1894年2月20日 – 1988年12月21日）は、アメリカ合衆国の生物学者、行動神経科学者、遺伝学者。1922年にジョンズ・ホプキンズ大学の研究室で博士論文を発表した後、同研究室で70年近く研究をつづけ、生涯にわたって200以上の論文を発表した。
1957年の論文でネズミが溺れる様子を観察し、数十時間泳げるネズミがいる一方、10分程度で亡くなるネズミがいることに気づいた。しかし水に数分浸すことを数回繰り返してから溺れさせると、数分で亡くなるネズミがいなくなり、このことから絶望が数分で亡くなる理由だと推論した。

## 生涯
1894年2月20日、コロラド州デンバーで生まれた。両親はリヒターが生まれる数年前にザクセン王国からアメリカ合衆国に移民した人物であり、父はエンジニアでデンバーに鋼鉄会社を所有していた。リヒターは一人っ子で、幼少期より工具、ガジェットの類を好んだという。また生涯野球、バスケットボール、スキーといったスポーツを趣味とし、80代になっても年齢が半分しかない相手とテニスをしたという。
1912年に高校を卒業した後、父の望みに従ってドレスデンの工業大学に進学したが、在学中に第一次世界大戦が勃発した。それでも開戦直後はドレスデンに留まったが、やがて自身がエンジニアへの興味をさほどもっていないと自覚し、卒業せずに帰国した。そして、リヒターは米国でハーバード大学に入学して、大学で進路を見つけようとした。最初はウィリアム・E・キャッスルが教える生物学の科目を履修したが、生物学の知識のなさによりキャッスルに履修登録を取り消すよう言われた。続いてエドウィン・ホルトが教える心理学を履修して、ジークムント・フロイトなど精神分析学者の理論とイワン・パブロフの条件反射に関する実験（パブロフの犬）について学んだ。ホルトの科目を経たリヒターはロバート・ヤーキーズの科目を履修して、動物行動学について知った。ヤーキーズの科目で自身の興味が行動について知ることを発見し、内在的な要因の行動への影響について知ろうとするようになった。リヒターはのちにヤーキーズの科目で「自身の遺伝子が解放された」（his gene was released）と形容した。
1917年にハーバード大を卒業し、アメリカ合衆国陸軍で短期間働いた後、ヤーキーズの助言により1919年にジョンズ・ホプキンズ大学にあるジョン・B・ワトソンの研究室に入った。ジョンズ・ホプキンズ大は研究重視であり、ワトソンはリヒターに対し、欲しいのは研究だけであり、授業に出なくてもいいと述べた。ワトソンの研究は環境や学習の行動への影響に重点を置き、リヒターの興味に合わなかったが、ワトソンは1920年にジョンズ・ホプキンズ大を去り、リヒターがアドルフ・マイヤー教授と親しかったこともあり研究室の主宰者になり、以降リヒターは同研究室で70年近く研究をつづけた。リヒターはまずワトソンとのやりかけの研究を完成させ、1922年に博士論文A Behavioristic Study of the Activity of the Rat（ネズミの活動に関する行動学研究）を書き上げた。
以降生涯にわたって200以上の論文を発表し、1948年に米国科学アカデミー会員、1956年にアメリカ芸術科学アカデミー会員、1959年にアメリカ哲学協会会員に選出された。1980年、カール・スペンサー・ラシュレー賞を受賞した。
1988年12月21日に死去した。

## 溺れるネズミの実験
リヒターは1957年の論文で直径8インチ (20 cm)、高さ30インチ (76 cm)のガラス製シリンダーに半分ほど水を入れ、そこにネズミを入れると溺れるまでかかる時間を計測した。このとき、ネズミが逃げられないよう、シリンダー自体をより大きいガラス製シリンダーに入れておく。
リヒターはまず水の温度を変えて実験し、95 °F (35 °C)のときはネズミが溺れるまで60時間も泳いだが、63–73 °F (17–23 °C)まで下がると15分しか泳がなかった。また105 °F (41 °C)に上げた場合も20分しか泳がなかった。しかしこれらはすべて平均値であり、実際にはすべての温度において5から10分で溺れるネズミがおり、また長いときは81時間も泳いだネズミがいた。
この観測に対し、リヒターは水温を（ネズミの泳いだ時間が最も長い）95華氏度に固定したうえで、ネズミのひげを剃ったり、野生のネズミと愛玩化されたネズミを交雑して生まれたネズミ（このようなネズミはより攻撃的で逃げ出しやすい）を実験に使ったりして、やがてネズミの心拍数を計測したときに突破口を見つけた。すなわち、実験の手順において、ネズミを手で捕まえたとき、ネズミをシリンダーに入れるときは心拍数が上昇する傾向にあるが、5から10分で溺れるネズミはシリンダーに入った後に心拍数と体温が低下し、呼吸も遅くなったのである。
リヒターはこの現象の理由を絶望だと推論した。すなわち、手で捕まえられることと、逃げ場のない水入りシリンダーに入れられることに対し、ネズミには抵抗するすべがなく絶望的であり、やがて絶望に対し諦めのような反応になり、前述の心拍数低下が起こった、という推論である。
この推論への補強として、リヒターはもう一度実験をした。今度は手で捕まえて、離すことを数度繰り返すか、水に数分浸すことを数回繰り返す形で「絶望」を取り除いた。これによりネズミは状況が絶望的ではないと学習し、以降シリンダーに入れても攻撃的なままで逃げようとし、諦めのような反応はなかった。この実験では野生と愛玩化されたネズミの間で泳ぐ時間に有意な差はなかった。